# Brooklyn (romanzo)
Brooklyn è un romanzo del 2009 dello scrittore irlandese Colm Tóibín. Il libro ottenne recensioni molto positive e vinse il Costa Book Awards al miglior romanzo nel 2009.

## Trama
Eilis Lacey è una giovane donna che fatica a trovare lavoro nell'Irlanda degli anni cinquanta. Sua sorella maggiore Rose organizza un incontro con Padre Flood, un prete in visita da New York, e il presbitero racconta alla giovane di tutte le opportunità che l'aspetterebbero in America, tra cui la prospettiva di un buon lavoro ben retribuito. Eilis quindi lascia la madre e la sorella, salpa per Liverpool e qui si imbarca per New York, dove trova alloggio e lavoro a Brooklyn. La nostalgia, il lavoro monotono e la soffocante padrona di casa, la signora Kehoe, le fanno mettere in dubbio la sua decisione di trasferirsi negli Stati Uniti, ma presto Eilis si abitua alla nuova vita mentre viene assorbita dalla routine. Le cose migliorano ulteriormente quando incontra e si innamora di un giovane idraulico italoamericano, Tony Fiorello, con cui le cose diventano presto serie e che la porta a conoscere la famiglia. Dopo che Eilis ottiene con successo il certificato dei corsi di contabilità che seguiva, Tony le confessa il suo amore e il suo desiderio di costruire una casa a Long Island.
Un giorno Padre Flood annuncia a Eilis la morte della sorella Rose, spentasi pacificamente nel sonno a causa di una malattia cardiaca. La giovane deve tornare in Irlanda per il periodo di lutto e, prima di partire, sposa Tony in gran segreto. Tornata nella sua città natale, Eilis ritorna rapidamente alla vecchia vita e alle vecchie abitudini con la madre e le amiche di un tempo. Un giorno va alla spiaggia con la sua migliore amica Nancy, il suo fidanzato George Sheridan e un loro amico, Jim Farrell, che Eilis aveva incontrato brevemente prima di partire. Jim è interessato alla ragazza che, costretta a trascorrere del tempo con lui, comincia a ricambiare i suoi sentimenti e i due intraprendono una relazione. La madre, ignara delle nozze della figlia, incoraggia Eilis a sposarsi con Jim e rimanere in Irlanda e l'idea si fa strada nel cuore della giovane, che smette di leggere le lettere di Tony e continua a posticipare il ritorno negli Stati Uniti. Solo quando una sua vecchia datrice di lavoro, Miss Kelly, le dice che conosce il suo segreto dato che Mrs Kehoe è sua cugina, Eilis si riprende, prenota il viaggio di ritorno per New York e dice alla madre di essersi sposata. Dopo aver scritto una lettera d'addio a Jim, Eilis prende un taxi per il porto.

## Accoglienza
Il romanzo è stato recensito molto positivamente dalle maggiori testate britanniche e statunitensi, che hanno lodato la scrittura di Tóibín e la profondità introspettiva dei suoi personaggi. Brooklyn è stato premiato con il Costa Book Awards al miglior romanzo ed è stato candidato per l'International IMPAC Dublin Literary Award e il Booker Prize. Nel 2012 The Observer ha classificato Brooklyn tra i dieci migliori romanzi storici di sempre, mentre nel 2019 The Guardian lo ha messo al cinquantunesimo posto dei cento migliori libri pubblicati nel XXI secolo.

## Adattamento cinematografico
Nel 2015 il regista John Crowley ha curato un fortunato adattamento cinematografico del romanzo, interpretato da Saoirse Ronan, Emory Cohen, Jim Broadbent e Domhnall Gleeson. Il film ottenne svariata candidature a importanti premi cinematografici, tra cui l'Oscar al miglior film, e vinse il BAFTA al miglior film britannico.

## Edizioni
- Colm Tóibín, Brooklyn, traduzione di V. Vega, Bompiani, 2009,  p. 329, ISBN 978-8845262807.